# Инулин
Инулинът е смес от полизахариди, съставени главно от фруктозни мономери (2 – 100) и един глюкозен остатък. Той може да се разглежда като аналог на нишестето, съставен от фруктозни, вместо от глюкозни единици.
Много растения го образуват и използват като енергиен резерв, особено от семействата сложноцветни и сенникови напр.: цикория, далия, артишок, пащърнак, прасковолистна камбанка и др. Той се добива индустриално главно от цикорията.
Намира приложение в хранително-вкусовата промишленост като добавка към различни храни. Инулинът има слабо сладък вкус, но не се разгражда от стомашните ензими и не се усвоява в стомаха и тънкото черво, а преминава непроменен в дебелото черво. Т.е. той се числи към баластните вещества. Инулинът е частично разтворим във вода (само вериги с малък брой фруктозни единици се разтварят), при добро хомогенизиране свързва по-големи количества вода и се получава смес, наподобяваща мазнина.
Добавя се в различни видове кисело мляко (като заместител на мазнините и за подобряване на консистенцията) и колбаси (за увеличване на баластните вещества).
Прилага се и в някои храни за диабетици, тъй като е сладък, но не влияе на нивото на инсулина в кръвта.
При изпичането на корени от цикория част от инулина се превръща в хидроксиметилфурфурал, който има аромат, наподобяващ кафе. По тази причина от цикорията се получават заместители на кафето.
Инулинът намира приложение и в медицината при измерване на бъбречната функция.
Някои бактерии в дебелото черво могат да усвоят инулина, при това се образуват газове и низши мастни киселини (напр. маслена киселина). В определени случаи това може да доведе до здравословни проблеми.